# Muhamed VI.
Muhamed VI. (arapski: محمد السادس; berberski jezici: ⴰⴳⵍⵍⵉⴷ ⵎⵓⵃⴰⵎⵎⴷ ⵙⴷⵉⵙ agllid muhammd sdis; rođen 21. kolovoza 1963.) je kralj Maroka. Pripada dinastiji 'Alawi, a na Marokom vlada od 23. srpnja 1999. nakon smrti svog oca, kralja Hasana II.
Kralj je u početku vladavine uveo reforme a ključnom reformom Mudawana je ženama dodijelio više moći. Podaci s WikiLeaksa su pokazali da postoji velika korupcija na dvoru kralja Muhameda VI. Kao odgovor na proteste u okviru arapskog proljeća 2011., kralj Muhamed VI. je objavio program reformi i donio novi ustav čije su reforme usvojene na referendumu 2011. godine.

## Rani život i obrazovanje
On je drugo dijete i najstariji sin kralja Hassana II. i njegove supruge Lalle Latife Amahzoune. Na dan svog rođenja imenovan je nasljednikom i prijestolonasljednikom. Otac mu je od ranog djetinjstva želio pružiti vjersku i političku naobrazbu pa je u dobi od četiri godine počeo je pohađati kur'ansku školu u Kraljevskoj palači. Bio je koordinator ureda i službi Kraljevskih oružanih snaga do 1994. godine. Dana 12. srpnja 1994. promaknut je u vojni čin general-bojnika, a iste godine postao je predsjednikom Visokog vijeća za kulturu i glavnim zapovjednikom Kraljevske marokanske vojske. New York Times izvijestio je da je prije uspona na prijestolje Muhamed VI. "stekao reputaciju playboya tijekom godina koje je proveo čekajući dolazak prijestolje, pokazujući naklonost prema brzim automobilima i noćnim klubovima."

## Kralj Maroka
Dana 23. srpnja 1999., u 36. godini, naslijedio je od oca titulu kralja, a ustoličen je u Rabatu 30. srpnja iste godine. 

### Kritika kraljeve potrošnje
Maroko zauzima 121. mjesto u indeksu ljudskog razvoja Ujedinjenih naroda. Deset posto stanovništva živi u apsolutnom siromaštvu. Usred pandemije COVID-19, Mohammed je od saudijske kraljevske obitelji kupio palaču u Parizu, u blizini Eiffelovog tornja, vrijednu 80 milijuna eura. 

#### Kraljevski skandali
Prosvjedi su izbili u Rabatu, glavnom gradu Maroka, 2. kolovoza 2013., nakon što je Muhamed pomilovao 48 zatvorenih Španjolaca, uključujući pedofila koji je služio 30-godišnju kaznu zbog silovanja 11 djece u dobi između 4 i 15 godina. Također je otkriveno da je među pomilovanima figurirao osumnjičenik za trgovinu drogom, koji je pušten prije suđenja. Bio je tu Antonio Garcia, trgovac drogom, recidivist koji se opirao uhićenju vatrenim oružjem, uhićen u posjedu 9 tona hašiša u Tangeru i osuđen na 10 godina zatvora.

## Privatni život
Muhamed je vodeći marokanski poduzetnik i bankar. Časopis Forbes je procjenio njgovo bogatstvo na 5,7 milijardi dollara. Također je i vodeći poljoprivredni proizvođač i vlasnik zemljišta u Maroku, gdje je poljoprivreda izuzeta od poreza. 2002. godine vjenčao se sa Salmom Bennani, i imaju 2 djece; Moulay Hassan i Lalla Khadija. Muhamedov rođendan se slavi kao državni praznik.